# Rafał Jackiewicz
Rafał Jackiewicz (ur. 17 lutego 1977 w Mińsku Mazowieckim) – polski bokser, zawodnik MMA, były mistrz Europy EBU w wadze półśredniej, pretendent do tytułu mistrza świata federacji IBF w kategorii półśredniej, były Członek Kadry Polski Light Contact, Full Contact w kickboxingu. W latach 1993–2003 czołowy zawodnik mistrzostw Polski Light Contact, Full Contact w All Style Karate oraz kickboxingu.

## Kariera bokserska
Rafał Jackiewicz nie ma na swoim koncie amatorskich walk bokserskich. W boksie zawodowym zadebiutował 17 lutego 2001, podczas gali boksu zawodowego w Kołobrzegu, gdzie pokonał na punkty Słowaka Milana Smetanę.
10 czerwca 2006 w Kędzierzynie-Koźlu otrzymał szansę zdobycia pasów mistrza świata federacji Boxing Council International oraz IBC w wadze półśredniej z Joelem Sebastianem Mayo. Jackiewicz wygrał ten pojedynek na punkty.
14 września 2008 wygrał walkę na punkty o pas European Boxing Union z faworytem Jacksonem Osei Bonsu (28-1, 23 KO), który we wcześniejszych walkach czterokrotnie obronił tytuł. Walka odbyła się w Kielcach.
29 listopada 2008 w Katowicach Jackiewicz obronił po raz pierwszy pas EBU, pokonując niejednogłośną decyzją sędziów na punkty Słoweńca Jana Zavecka. Była to pierwsza porażka Zavecka na zawodowym ringu.
28 lutego 2009 w Lublinie Jackiewicz obronił po raz drugi pas EBU, zwyciężając Włocha Luciana Albisa na punkty, jednogłośną decyzją sędziów. Tak jak przy poprzednim rywalu, była to pierwsza porażka włoskiego boksera na zawodowym ringu.
18 marca 2009 Rafał rezygnuje z pasa EBU i przygotowuje się do eliminatora pasa IBF.
27 listopada 2009 Jackiewicz wygrywa jednogłośnie na punkty walkę o eliminator pasa IBF z Delvinem Rodriguezem podczas gali Wojak Boxing Night w Ełku.
4 września 2010 na gali w Lublanie stoczył rewanżowy pojedynek z Janem Zaveckiem, którego stawką było Mistrzostwo Świata federacji IBF bronione przez Słoweńca. Po 12-rundowym pojedynku, decyzją większości, wygrał Zaveck, stosunkiem 114-114 oraz dwukrotnie 117-111. Była to pierwsza porażka Rafała Jackiewicza od 2005 roku.
20 listopada 2010 Jackiewicz stoczył swoją pierwszą walkę od porażki z Dejanem Zaveckiem. W ośmiorundowym pojedynku, pokonał jednogłośnie na punkty Ronny'ego McFielda.
5 marca 2011 zmierzył się z Tarik Sahibeddine nokautując go już w drugiej rundzie.
8 października 2011 w pojedynku o status oficjalnego pretendenta do pasa WBA zmierzyła się z niepokonanym wcześniej angielskim pięściarzem Kell Brookiem przegrywając przez techniczny nokaut w szóstej rundzie.
12 listopada 2011 Rafał Jackiewicz stoczył swoją pięćdziesiątę walkę w zawodowej karierze. Po 6 rundach pokonał jednogłośnie na punkty Niemca Andre Deobalda.
26 maja 2012 Jackiewicz pokonał w rewanżowej walce Włocha Luciano Abisa. W siódmej rundzie, po dwóch nokdaunach, trener Abisa poddał swojego zawodnika. Stawką pojedynku był tytuł mistrza Unii Europejskiej federacji EBU.
10 listopada 2012 Rafał Jackiewicz wystąpił na gali w Hamburgu, przed główną walką pomiędzy Władimirem Kliczko, a Mariuszem Wachem. Po dziesięciorundowym pojedynku, zremisował z Anglikiem Rickiem Goddingiem, stosunkiem punktowym 96-94 dla Anglika i dwukrotnie 95-95.
6 kwietnia 2013 Jackiewicz przegrał przez nokaut w jedenastej rundzie z Leonardem Bundu. Stawką pojedynku było Mistrzostwo Europy, federacji EBU.
19 października 2013 na gali Wojak Boxing Night w Wieliczce, wygrał na punkty z Michałem Żeromińskim.
30 listopada 2013 na gali boksu Fight Night 7 – "Obrona Częstochowy" w Częstochowie, Jackiewicz pokonał na punkty Węgra Lajosa Munkacsya (10-8-3, 4 KO).
22 listopada 2014 we włoskiej Terracinie przegrał z Włochem Gianlucą Branco (48-3-1, 23 KO) pojedynek o zawodowe mistrzostwo Europy. Jackiewicz nie wyszedł do siódmej rundy z powodu kontuzji.
18 kwietnia 2015 w Legionowie przegrał jednogłośnie na punkty 93:97, 92:98 i 93:97 z Kamilem Szeremetą (10-0, 1 KO).
12 grudnia 2015 roku na gali bokserskiej w Ełku Jackiewicz pokonał przez techniczny nokaut w czwartej rundzie Michała Syrowatke (14-1, 4 KO).
6 stycznia 2017 roku poinformowano, że Jackiewicz zadebiutuje w K-1 walką z Rafałem Dudkiem na gali DSF Kickboxing Challenge 9 w Nowym Sączu. Pojedynek przegrał jednogłośnie na punkty.
26 sierpnia 2017 w Kałuszynie pokonał Sebastiana Skrzypczyńskiego (12-15-2, 5 KO). Po ośmiu rundach sędziowie punktowali 79:75 na korzyść Jackiewicza.
2 czerwca 2018 w Rzeszowie pokonał stosunkiem głosów dwa do remisu - 58:56, 59:55 i 57:57 Białorusina Aliaksandra Dzemkę (5-5, 1 KO).
14 września 2018 w Białymstoku przegrał niejednogłośnie na punkty z Robertem Świerzbińskim (21-7-2, 3 KO).
2 marca 2019 w Magdeburgu przegrał niejednogłośnie na punkty 72:80, 72:80 i 72:80 z Mohammedem Rabii (9-0, 5 KO).
5 marca 2022 zawalczył dla federacji organizującej gale typu freak show fight – MMA-VIP. Podczas gali MMA-VIP 4: Imperium Potępionych zmierzył się z raperem Wojciechem Ochnickim, znanym pod pseudonimem „Kazik Klimat Kartel”. Jackiewicz tę walkę zwyciężył już w pierwszej rundzie, nokautując amatora mocnym ciosem. Pojedynek ten wyjątkowo odbył się w oktagonie, a nie ringu bokserskim, przez co nie zalicza się do zawodowych walk według portalu BoxRec.
21 października 2023 w Toruniu podczas freakowej gali Prime 6: Premium stoczył walkę z Grzegorzem Szulakowskim. Pojedynek ponownie odbył się w oktagonie. Dodatkowo starcie zaplanowano w rękawicach do MMA. Walka zakończyła się porażką Jackiewicza przez jednogłośną decyzję sędziów.

## Osiągnięcia amatorskie[3]
- 1993 r. – 3 miejsce – Mistrzostwa Polski All Style Karate,
- 1994 r. – 3 miejsce – Mistrzostwa Polski Light Contact,
- 1995 r. – 2 miejsce – Mistrzostwa Polski Full Contact,
- 1996 r. – 3 miejsce – Mistrzostwa Europy WAKO, Belgrad, Jugosławia[26],
- 1996 r. – 1 miejsce – Mistrzostwa Polski All Style Karate Full Contact,
- 1996 r. – 1 miejsce – Mistrzostwa Polski Light Contact,
- 1997 r. – 1 miejsce – Puchar Świata Light Contact,
- 1997 r. – 1 miejsce – Mistrzostwa Polski All Style Karate Full Contact,
- 2000 r. – 1 miejsce – Mistrzostwa Polski Light Contact,
- 2000 r. – 1 miejsce – Puchar Polski Full Contact,
- 2001 r. – 2 miejsce – Puchar Polski Full Contact,
- 2001 r. – Puchar Świata Full Contact,
- 2002 r. – 2 miejsce – Puchar Polski Full Contact,
- 2003 r. – 2 miejsce – MP Full Contact.

W swojej dotychczasowej zawodowej karierze bokserskiej zdobył (wszystkie osiągnięcia w wadze półśredniej): pas międzynarodowego mistrza Polski, pas federacji IBC, pas federacji Boxing Council International oraz najważniejszy w karierze pas federacji EBU.

## Lista walk w boksie

### Boks w oktagonie[27]
| Wynik     | Bilans | Przeciwnik (bilans przed walką) | Rozstrzygnięcie       | Runda i czas | Rozgrywki                       | Data       | Miejsce       | Uwagi                      |
| --------- | ------ | ------------------------------- | --------------------- | ------------ | ------------------------------- | ---------- | ------------- | -------------------------- |
| Przegrana | 1-1    | Grzegorz Szulakowski (0-0)      | Decyzja (jednogłośna) | 3/3, (3:00)  | Prime 6: Premium                | 21.10.2023 | Toruń         | Walka w rękawicach do MMA. |
| Wygrana   | 1-0    | Wojciech Ochnicki (0-1)         | KO                    | 1            | MMA-VIP 4: Imperium Potępionych | 05.03.2022 | Góra Kalwaria |                            |

### Boks zawodowy w ringu bokserskim[1]
| Wynik     | Bilans  | Przeciwnik (bilans przed walką)   | Rozstrzygnięcie | Runda i czas | Data       | Miejsce              | Uwagi                                                                      |
| --------- | ------- | --------------------------------- | --------------- | ------------ | ---------- | -------------------- | -------------------------------------------------------------------------- |
| Przegrana | 51-30-3 | Damian Kiwior (8-3-1)             | UD              | 6            | 25.02.2022 | Żyrardów             |                                                                            |
| Przegrana | 51-29-3 | Kewin Gruchała (7-0)              | RTD             | 4            | 02.10.2021 | Kościerzyna          |                                                                            |
| Przegrana | 51-28-3 | Łukasz Stanioch (4-0)             | KO              | 3            | 26.02.2021 | Warszawa             |                                                                            |
| Remis     | 51-27-3 | Bartłomiej Grafka (22-38-3)       | SD              | 6            | 12.09.2020 | Ruda Śląska          |                                                                            |
| Przegrana | 51-27-2 | Rico Mueller (25-3-1)             | UD              | 6            | 29.08.2020 | Braunlage            |                                                                            |
| Wygrana   | 51-26-2 | Sebastian Skrzypczyński (12-17-2) | PTS             | 4            | 14.12.2019 | Żyrardów             | Walka podczas gali Jeb Show 3: Angels of Glory                             |
| Przegrana | 50-26-2 | Jack McGann (3-0-1)               | PTS             | 8            | 02.11.2019 | Blackburn            |                                                                            |
| Przegrana | 50-25-2 | Dmytro Mitrofanow (5-0-1)         | RTD             | 4            | 10.08.2019 | Kijów                |                                                                            |
| Przegrana | 50-24-2 | Abdul Khattab (17-2-1)            | UD              | 8            | 04.07.2019 | Aabenraa             |                                                                            |
| Przegrana | 50-23-2 | Danny Dignum (10-0)               | PTS             | 8            | 11.05.2019 | Brentwood            |                                                                            |
| Przegrana | 50-22-2 | Mohammed Rabii (8-0)              | UD              | 8            | 02.03.2019 | Magdeburg            |                                                                            |
| Przegrana | 50-21-2 | Troy Williamson (7-0-1)           | PTS             | 4            | 22.12.2018 | Manchester           |                                                                            |
| Przegrana | 50-20-2 | Robert Świerzbiński (20-7-2)      | SD              | 10           | 14.09.2018 | Białystok            |                                                                            |
| Wygrana   | 50-19-2 | Aliaksandr Dzemka (5-4)           | MD              | 6            | 02.06.2018 | Rzeszów              |                                                                            |
| Przegrana | 49-19-2 | Robert Świerzbiński (19-7-2)      | MD              | 6            | 25.05.2018 | Warszawa             |                                                                            |
| Przegrana | 49-18-2 | Ruben Diaz (24-1-2)               | UD              | 12           | 18.11.2017 | Ezkabarte            | Walka o tytuł EBU-EU w wadze średniej                                      |
| Wygrana   | 49-17-2 | Sebastian Skrzypczyński (12-15-2) | PTS             | 6            | 26.08.2017 | Kałuszyn             |                                                                            |
| Przegrana | 48-17-2 | Patryk Szymański (17-0)           | UD              | 10           | 20.05.2017 | Poznań               | O wakujący tytuł Rzeczypospolitej Polskiej w wadze super półśredniej       |
| Przegrana | 48-16-2 | Bethuel Ushona (34-5-1)           | UD              | 12           | 03.12.2016 | Windhoek             | Walka o wakujący tytuł Światowej Federacji Bokserskiej w wadze półśredniej |
| Przegrana | 48-15-2 | Michal Syrowatka (13-1)           | UD              | 10           | 02.04.2016 | Kraków               |                                                                            |
| Wygrana   | 48-14-2 | Stiliyan Kostov (20-4)            | UD              | 10           | 27.02.2016 | Radom                |                                                                            |
| Wygrana   | 47-14-2 | Michal Syrowatka (13-0)           | TKO             | 4 (10), 0:43 | 12.12.2015 | Ełk                  |                                                                            |
| Przegrana | 46-14-2 | Ionut Dan Ion (34-3)              | UD              | 8            | 11.09.2015 | Toronto              |                                                                            |
| Przegrana | 46-13-2 | Kamil Szeremeta (9-0)             | UD              | 10           | 18.04.2015 | Legionowo            |                                                                            |
| Przegrana | 46-12-2 | Gianluca Branco (48-3-1)          | RTD             | 6 (12)       | 22.11.2014 | Terracina            | Walka o tytuł EBU w wadze półśredniej                                      |
| Wygrana   | 46-11-2 | Krzysztof Szot (2-3)              | UD              | 8            | 16.08.2014 | Międzyzdroje         |                                                                            |
| Wygrana   | 45-11-2 | Filip Rzadek                      | TD              | 4            | 12.04.2014 | Częstochowa          |                                                                            |
| Wygrana   | 44-11-2 | Lajos Munkacsi (10-8-3)           | UD              | 6            | 30.11.2013 | Częstochowa          |                                                                            |
| Wygrana   | 43–11–2 | Michał Żeromski (5-0)             | UD              | 8            | 19.10.2013 | Wieliczka            |                                                                            |
| Przegrana | 42–11–2 | Leonard Bundu (28-0-2)            | KO              | 11 (12)      | 06.04.2013 | Rzym                 | Walka o tytuł EBU w wadze półśredniej                                      |
| Remis     | 42–10–2 | Rick Godding (18-0)               | MD              | 10           | 10.11.2012 | Hamburg              |                                                                            |
| Wygrana   | 42–10–1 | Luca Michael Pasqua (16-4-1)      | UD              | 10           | 30.06.2012 | Łódź                 |                                                                            |
| Wygrana   | 41–10–1 | Luciano Abis (32-2-1)             | TKO             | 7 (12)       | 26.05.2012 | Quartu Sant'Elena    | Zdobył tytuł EBU-EU w wadze półśredniej                                    |
| Wygrana   | 40–10–1 | Farid El Houari (25-12-1)         | RTD             | 4 (6)        | 22.04.2006 | Racibórz             |                                                                            |
| Wygrana   | 39–10–1 | Andre Deobald (4-1-2)             | UD              | 6            | 12.11.2011 | Gdynia               |                                                                            |
| Przegrana | 38–10–1 | Kell Brook (24-0)                 | TKO             | 6 (12)       | 08.10.2011 | Scheffield           | Walka o tytuł WBA Inter-Continental w wadze półśredniej                    |
| Wygrana   | 38–9–1  | Tarik Sahibeddine (12-7)          | KO              | 2 (8)        | 05.03.2011 | Krynica-Zdrój        |                                                                            |
| Wygrana   | 37–9–1  | Ronny McField (13-7-2)            | UD              | 8            | 20.11.2010 | Nysa                 |                                                                            |
| Przegrana | 36–9–1  | Jan Zaveck (29-1)                 | MD              | 12           | 20.12.2010 | Lublana              | Walka o tytuł IBF w wadze półśredniej                                      |
| Wygrana   | 36–8–1  | Turgay Uzun (31-12-2)             | UD              | 8            | 20.03.2010 | Strzelce Opolskie    |                                                                            |
| Wygrana   | 35–8–1  | Delvin Rodriguez (24-3-2)         | UD              | 12           | 27.11.2009 | Ełk                  | Eliminator do tytułu IBF w wadze półśredniej                               |
| Wygrana   | 34–8–1  | Luciano Abis (25-0-1)             | UD              | 12           | 28.02.2009 | Katowice             | Obronił tytuł EBU w wadze półśredniej                                      |
| Wygrana   | 33–8–1  | Jan Zaveck (25-0)                 | SD              | 12           | 29.11.2008 | Katowice             | Obronił tytuł EBU w wadze półśredniej                                      |
| Wygrana   | 32–8–1  | Jackson Osei Bonsu (28-1)         | UD              | 12           | 14.09.2008 | Kielce               | Zdobył tytuł EBU w wadze półśredniej                                       |
| Wygrana   | 31–8–1  | Laszlo Komjathi (28-19-1)         | TKO             | 1 (8)        | 31.05.2008 | Legnica              |                                                                            |
| Wygrana   | 30–8–1  | Deniss Aleksejevs (4-20-2)        | TKO             | 4 (8)        | 19.04.2008 | Katowice             |                                                                            |
| Wygrana   | 29–8–1  | Mircea Lurci (12-13-2)            | KO              | 3 (6)        | 15.12.2007 | Rzeszów              |                                                                            |
| Wygrana   | 28–8–1  | Fabrice Colombel (20-16-2)        | RTD             | 5 (8)        | 20.10.2007 | Warszawa             |                                                                            |
| Wygrana   | 27–8–1  | Juan Martinez (5-4)               | PTS             | 8            | 22.08.2007 | Porto                |                                                                            |
| Wygrana   | 26–8–1  | Joel Mayo (40-10)                 | KO              | 6 (12)       | 26.05.2007 | Katowice             |                                                                            |
| Wygrana   | 25–8–1  | Arturs Jaskuls (0-9-1)            | TKO             | 4 (8)        | 24.03.2007 | Wołów                |                                                                            |
| Wygrana   | 24–8–1  | Sergejs Savrinovics (1-1-1)       | UD              | 6            | 24.02.2007 | Głogów               |                                                                            |
| Wygrana   | 23–8–1  | Nicolas Guisset (12-5-1)          | UD              | 12           | 28.10.2006 | Dębica               | Obronił tytuł mistrza IBF w wadze półśredniej                              |
| Wygrana   | 22–8–1  | Joel Mayo (36-8)                  | UD              | 12           | 10.06.2006 | Kędzierzyn-Koźle     | Zdobył tytuł mistrza IBF w wadze półśredniej                               |
| Wygrana   | 21–8–1  | Yuriy Tsybenko (11-6)             | TKO             | 4 (6)        | 20.05.2006 | Ketrzyn              |                                                                            |
| Wygrana   | 20–8–1  | Siarhei Shnip (8-4)               | TKO             | 2 (8)        | 06.05.2006 | Krosno               |                                                                            |
| Wygrana   | 19–8–1  | Valeri Kharianau (14-10)          | KO              | 2 (6)        | 25.03.2006 | Siedlce              |                                                                            |
| Wygrana   | 18–8–1  | David Sarraille (19-25)           | TKO             | 6 (10)       | 21.01.2006 | Busko-Zdrój          |                                                                            |
| Wygrana   | 17–8–1  | Joshua Smith (17-21-1)            | UD              | 8            | 26.11.2005 | Chicago              |                                                                            |
| Wygrana   | 16–8–1  | Igor Krbusik (1-17)               | TKO             | 2 (6)        | 15.10.2005 | Rzeszów              |                                                                            |
| Przegrana | 15–8–1  | Giammario Grassellini (12-0-1)    | MD              | 12           | 30.09.2005 | Campobello di Mazara | Walka tytuł mistrza IBF w wadze półśredniej                                |
| Wygrana   | 15–7–1  | Rozalin Nasibulin (12-11-1)       | UD              | 6            | 12.03.2005 | Poznań               |                                                                            |
| Wygrana   | 14–7–1  | Eugen Stan (1-3)                  | PTS             | 6            | 19.02.2005 | Wołów                |                                                                            |
| Wygrana   | 13–7–1  | Wojciech Konczalski (2-0-1)       | UD              | 4            | 19.12.2004 | Rzeszów              |                                                                            |
| Remis     | 12–7–1  | Slawomir Ziemlewicz (7-0)         | PTS             | 10           | 26.11.2004 | Warszawa             | Walka o wakujący tytuł mistrza Polski w wadze półśredniej                  |
| Przegrana | 12–7    | Ted Bami (16-2)                   | PTS             | 8            | 08.10.2004 | Brentwood            |                                                                            |
| Przegrana | 12–6    | Antonio Lauri (22-3-2)            | UD              | 10           | 09.07.2004 | Varese               | Walka o wakujący tytuł mistrza EBU-EU w wadze półśredniej                  |
| Przegrana | 12–5    | Michael Jennings (22-0)           | PTS             | 8            | 22.05.2004 | Widnes               |                                                                            |
| Wygrana   | 12–4    | Mariusz Biskupski (11-1)          | UD              | 6            | 24.04.2004 | Dąbrowa Górnicza     | Zdobył tytuł mistrza Polski w międzynarodowej wadze półśredniej            |
| Wygrana   | 11–4    | Karoly Domokos (1-3-1)            | UD              | 6            | 27.03.2004 | Radom                |                                                                            |
| Wygrana   | 10–4    | Virgil Meleg (5-12)               | UD              | 6            | 20.12.2003 | Bielsko-Biała        |                                                                            |
| Wygrana   | 9–4     | Vasile Herteg (17-3)              | KO              | 6 (10)       | 06.12.2003 | Tarnów               |                                                                            |
| Wygrana   | 8–4     | Allan Vester (24-3-1)             | KO              | 1 (6)        | 04.10.2003 | Zwickau              |                                                                            |
| Przegrana | 7–4     | Jacek Bielski (23-1)              | MD              | 6            | 27.09.2003 | Gorzów Wielkopolski  |                                                                            |
| Przegrana | 7–3     | Malik Cherchari (13-0)            | PTS             | 6            | 12.04.2003 | Échirolles           |                                                                            |
| Przegrana | 7–2     | Mariusz Biskupski (9-1)           | MD              | 6            | 15.02.2003 | Zabrze               |                                                                            |
| Wygrana   | 7–1     | Dawid Kowalski (6-1)              | KO              | 3 (6)        | 24.05.2002 | Płońsk               |                                                                            |
| Wygrana   | 6–1     | Marek Kvocka (0-17)               | TKO             | 2 (6)        | 04.05.2002 | Wrocław              |                                                                            |
| Wygrana   | 5–1     | Artur Atadzhanov (4-3)            | UD              | 6            | 13.04.2002 | Bielsko-Biała        |                                                                            |
| Przegrana | 4–1     | Yuriy Nuzhnenko (8-0)             | UD              | 6            | 24.11.2001 | Łódź                 |                                                                            |
| Wygrana   | 4–0     | Petr Rykala (0-0)                 | KO              | 4 (6)        | 27.10.2011 | Pruszków             |                                                                            |
| Wygrana   | 3–0     | Zsolt Gyalog (0-4)                | TKO             | 2 (4)        | 09.06.2001 | Kołobrzeg            |                                                                            |
| Wygrana   | 2–0     | Attila Szabo (0-0)                | TKO             | 2 (4)        | 28.04.2001 | Inowrocław           |                                                                            |
| Wygrana   | 1–0     | Milan Smetana (0-7)               | KO              | 4            | 17.02.2001 | Kołobrzeg            | Debiut w zawodowym boksie                                                  |

## Lista walk w MMA
| Wynik     | Bilans | Przeciwnik (bilans przed walką) | Rozstrzygnięcie              | Runda | Czas | Rozgrywki                   | Data       | Miejsce  | Uwagi        |
| --------- | ------ | ------------------------------- | ---------------------------- | ----- | ---- | --------------------------- | ---------- | -------- | ------------ |
| Wygrana   | 1-1    | Mahmoud Hashad (0-3)            | TKO (prawy prosty na korpus) | 2     | 2:12 | JEB Show 3: Angels of Glory | 14.12.2019 | Żyrardów |              |
| Przegrana | 0-1    | Marcin Parcheta (0-0)           | TKO (kopnięcia)              | 3     | 3:53 | KSW 28: Fighters' Den       | 04.10.2014 | Szczecin | Debiut w MMA |

## Lista walk w kick-boxingu
| Wynik     | Bilans | Przeciwnik      | Rozstrzygnięcie       | Runda | Czas | Rozgrywki                   | Data       | Miejsce   | Uwagi                             |
| --------- | ------ | --------------- | --------------------- | ----- | ---- | --------------------------- | ---------- | --------- | --------------------------------- |
| Wygrana   | 1-1    | Rafał Kosiarski | Decyzja (jednogłośna) | 3     | 3:00 | Jeb Show 3: Angels of Glory | 14.12.2019 | Żyrardów  |                                   |
| Przegrana | 0-1    | Rafał Dudek     | Decyzja (jednogłośna) | 3     | 3:00 | DSF Kickboxing Challenge 9  | 23.06.2017 | Nowy Sącz | Debiut w kick-boxingu. Zasady K-1 |